# الیزابت تینون
الیزابت تینون (به انگلیسی: Elizabeth Tinnon) (زادهٔ ۲۱ مهٔ ۱۹۸۵) شناگر اهل ایالات متحده آمریکا است.